# Ранд (Західна Вірджинія)
Ранд (англ. Rand) — переписна місцевість (CDP) в США, в окрузі Кенова штату Західна Вірджинія. Населення — 1543 особи (2020).

## Географія
Ранд розташований за координатами 38°16′54″ пн. ш. 81°33′55″ зх. д. / 38.28167° пн. ш. 81.56528° зх. д. (38.281627, -81.565352).  За даними Бюро перепису населення США в 2010 році переписна місцевість мала площу 1,19 км², уся площа — суходіл.

## Демографія
Згідно з переписом 2010 року, у переписній місцевості мешкала 1631 особа в 714 домогосподарствах у складі 430 родин. Густота населення становила 1365 осіб/км².  Було 796 помешкань (666/км²).
Расовий склад населення:
| - 59,1 % — білих - 35,1 % — чорних або афроамериканців - 0,4 % — корінних американців - 0,1 % — азіатів |

До двох чи більше рас належало 4,6 %. Частка іспаномовних становила 1,3 % від усіх жителів.
За віковим діапазоном населення розподілялося таким чином: 23,5 % — особи молодші 18 років, 61,2 % — особи у віці 18—64 років, 15,3 % — особи у віці 65 років та старші. Медіана віку мешканця становила 41,7 року. На 100 осіб жіночої статі у переписній місцевості припадало 86,2 чоловіків;  на 100 жінок у віці від 18 років та старших — 82,6 чоловіків також старших 18 років.
Середній дохід на одне домашнє господарство  становив 35 968 доларів США (медіана — 28 841), а середній дохід на одну сім'ю — 39 980 доларів (медіана — 30 930). За межею бідності перебувало 37,3 % осіб, у тому числі 65,6 % дітей у віці до 18 років та 6,1 % осіб у віці 65 років та старших.
Цивільне працевлаштоване населення становило 450 осіб. Основні галузі зайнятості: мистецтво, розваги та відпочинок — 20,9 %, науковці, спеціалісти, менеджери — 18,4 %, освіта, охорона здоров'я та соціальна допомога — 14,4 %, роздрібна торгівля — 14,2 %.